# La Roue de la fortune
Pour les articles homonymes, voir Roue de fortune.
La Roue de la fortune est l'adaptation française du jeu télévisé américain Wheel of Fortune initialement diffusé aux États-Unis sur NBC, avant de devenir une production indépendante, revendue aux chaines locales par le système de la syndication, très répandu aux États-Unis et produit par Sony Pictures. Le titre de l'émission est vaguement inspiré de la mythologie antique et médiévale.
Le jeu apparaît d'abord comme sous la forme d'une simple épreuve dans l'émission Pentathlon diffusée sur La Cinq, du 21 février 1986 au 18 juin 1986 et sous le titre La Roue de la chance,. L'émission à part entière est ensuite diffusée sur TF1, du 5 janvier 1987 au 28 mars 1997. Le jeu est remis à l'antenne le 7 août 2006, produit par Endemol et pour une nouvelle version présentée par Christophe Dechavanne, accompagné par Victoria Silvstedt ainsi que Adeck, jusqu'au 3 juin 2011; puis par Benjamin Castaldi, accompagné par Valérie Bègue, du 2 janvier 2012 au 23 mars 2012. 
Le jeu est toutefois arrêté en 2012, faute d'audience satisfaisante, n'arrivant pas à dépasser celle des jeux matinaux de France 2, Motus et Les Z'amours.
En 2025, M6 récupère le jeu produit par Arthur, lequel détient depuis lors, les droits de jeu. L'émission reprend sa télédiffusion à partir du 27 janvier 2025, présenté par Éric Antoine.

## Historique
Le jeu est adapté du format américain Wheel of Fortune.

### La Roue de la chancesur La Cinq
En Italie, le producteur Mike Bongiorno souhaite acheter le format dès 1985 mais les exigences exorbitantes des concepteurs américains réduisent le jeu à une simple épreuve de Pentatlon sur Canale 5, pour des motifs de droits d'auteur. Cette épreuve est adaptée en France par Jean Chatel sous le titre La Roue de la chance,, intégrée à Pentathlon, présenté par Roger Zabel et Élisabeth Tordjman et diffusé du 21 février 1986 au 18 juin 1986, tous les jeudis à 20h30 sur La Cinq.

### La Roue de la fortunesur TF1
Le jeu voit le jour le 5 janvier 1987 à 18h45 sur TF1 sous l'impulsion de la directrice des programmes de l'époque Marie-France Brière. Le lessivier Unilever a cédé les droits à TF1, en échange d'espaces publicitaires d'une valeur de 90 000 francs par jour,. La production du jeu ne coûte à la chaîne que 100 000 francs la demi-heure, contre 1 million de francs pour 1 heure de Cocoricocoboy la saison précédente. Peu après sa mise à l'antenne, le jeu oscille entre 26 et 30 points d'audience. Selon le procédé du Bartering.
Au départ, le jeu est animé par Michel Robbe et l'ex-coco-girl Cléa Pastore, nommée "Vanessa" pour l'émission, remplacée par la suite par Fabienne ex-coco-girl aussi, remplacée pour finir par Annie Pujol. L'émission est très fidèle à son modèle original américain en adoptant un de ses anciens décors, la même mécanique de jeu et les mêmes bruitages. Seul le générique, signé par Gérard Pullicino diffère.
En septembre 1987, Michel Robbe décide de quitter TF1 pour rejoindre La Cinq. La chaîne choisit alors Christian Morin pour le remplacer le 7 septembre 1987. Annie Pujol, elle, reste à son poste.
Le jeu caracole en tête des audiences malgré les efforts acharnés de la concurrence.
En 1992, l'émission montre quelques signes de faiblesse. Christophe Dechavanne, porté par le succès de son émission Ciel mon mardi!, propose à TF1 une nouvelle émission de divertissement (qui deviendra Coucou c'est nous!) à la place de La Roue de la fortune qu'il juge ringarde. La chaîne accepte et le jeu est désormais programmé en fin de matinée juste entre Tournez manège ! et Le juste prix. Dès janvier 1993, la chaîne décide de rajeunir l'émission. Elle débarque Christian Morin et fait appel à Alexandre Debanne pour le remplacer.
En 1995, le jeu revient à nouveau remodelé: nouveau plateau, nouveau générique (personnages qui installent la roue et les cases puis un second générique diffusé de 1996 à 1997) et de nouveaux animateurs. Alexandre Debanne est remplacé par Olivier Chiabodo et Annie Pujol cède sa place à Sandra Rossi, remplacée par Frédérique Le Calvez, officiant déjà au Juste Prix).
En mars 1997, TF1 annonce l'arrêt de La Roue de la fortune, l'émission ne rassemblant plus que 675 000 téléspectateurs en moyenne, score très insuffisant pour TF1. Elle est diffusée une dernière fois le vendredi 28 mars 1997.
En 2006, alors que le jeu n'est plus à l'antenne qu'aux États-Unis, Hervé Hubert, par ailleurs producteur de nombreux jeux télévisés pour TF1, propose à TF1 de reprendre la Roue de la fortune à 19h05 avec aux commandes Christophe Dechavanne et Victoria Silvstedt. Cette nouvelle version reprend la mécanique, le décor et l'habillage, de la version neuve. Le jeu est relancé dans plusieurs pays européens dont l'Italie quelques mois plus tôt, fin-2005.
Le 26 octobre 2009, le jeu a fêté sa 500e (depuis 2006) en France, à travers la nouvelle version.
La dernière émission animé par Christophe Dechavanne et Victoria Silvstedt est diffusée le 3 juin 2011.

Logo en 2012

À la suite d'audiences en baisse entre 2009 et 2011, TF1 décide de diffuser le jeu à 11h à partir de janvier 2012 pour tenter de concurrencer les jeux matinaux de France 2 Motus et Les Z'amours. Christophe Dechavanne en abandonne la présentation et laisse sa place à Benjamin Castaldi, tandis que Victoria Silvstedt est remplacée par Valérie Bègue. Finalement, le jeu est arrêté par la chaîne le vendredi 23 mars 2012 en raison d'audiences insuffisantes.

### La Roue de la fortunesur M6 et M6+ (à partir de 27 janvier 2025)
Le jeu fait son retour sur M6 à partir du 27 janvier 2025, avec comme nouveau présentateur Éric Antoine et produite par Arthur via sa société de production Satisfy, elle est diffusée du lundi au samedi à 17h25.

## Animateurs et animatrices
| Chaine | Année de diffusion          | Présentateurs         | Hôtesses                  | Hôtesses      | Hôtesses      |
| ------ | --------------------------- | --------------------- | ------------------------- | ------------- | ------------- |
| TF1    | De janvier à septembre 1987 | Michel Robbe          | Cléa Pastore dite Vanessa | Fabienne      | Annie Pujol   |
| TF1    | De septembre 1987 à 1989    | Christian Morin       | Cléa Pastore dite Vanessa | Fabienne      | Annie Pujol   |
| TF1    | 1990                        | Christian Morin       | Cléa Pastore dite Vanessa | Fabienne      | Annie Pujol   |
| TF1    | 1991                        | Christian Morin       | Cléa Pastore dite Vanessa | Fabienne      | Fanfan        |
| TF1    | 1992 à janvier 1993         | Christian Morin       | Cléa Pastore dite Vanessa | Fabienne      | Annie Pujol   |
| TF1    | De janvier 1993 à fin 1994  | Alexandre Debanne     | Cléa Pastore dite Vanessa | Fabienne      | Annie Pujol   |
| TF1    | Janvier 1995                | Olivier Chiabodo      | Sandra Rossi              |               |               |
| TF1    | De février 1995 à mars 1997 | Olivier Chiabodo      | Frédérique Le Calvez      |               |               |
| TF1    | D'août 2006 à juin 2011     | Christophe Dechavanne | Victoria Silvstedt        |               |               |
| TF1    | De janvier à mars 2012      | Benjamin Castaldi     | Valérie Bègue             |               |               |
| M6     | Depuis le 27 janvier 2025   | Éric Antoine          | Pas d'hôtesse             | Pas d'hôtesse | Pas d'hôtesse |

## Diffusions

### De 1987 à 1997
- Du lundi au vendredi à 18h45 (1987), puis 19h25 (1987-1992, avec une diffusion le samedi aux alentours de 1989-1990)
- Du lundi au samedi (1992-1994) puis du lundi au vendredi (1994-1996) à 11h55 (1992-1996)
- Du lundi au vendredi à 11h05 (1996-1997)

### De 2006 à 2011
Du 7 août 2006 au 3 juin 2011, l'émission est diffusée du lundi au vendredi à 19h00 sur TF1 et totalise 635 émissions, date qui clôt la version 19h00, avec Christophe Dechavanne et Victoria Silvstedt et Adeck, le chien de Christophe Dechavanne.
- Du 7 août au 1er septembre 2006 pour un total de 20 émissions.
- Du 8 janvier au 18 mai 2007 pour un total de 95 émissions.
- Du 30 juillet au 21 décembre 2007 pour un total de 105 émissions.
- Du 7 janvier au 11 avril 2008 pour un total de 70 émissions.
- Du 1er septembre 2008 au 24 avril 2009 pour un total de 170 émissions.
- Du 31 août au 18 décembre 2009 pour un total de 80 émissions.
- Du 17 mai au 9 juillet 2010 pour un total de 40 émissions.
- Du 21 mars au 3 juin 2011 pour un total de 55 émissions.

### 2012
L'émission est diffusée à 11h00 sur TF1, avec une nouvelle formule, animée par Benjamin Castaldi et Valérie Bègue. Du 2 janvier au 23 mars 2012 pour un total de 60 émissions.

### Depuis 2025
L'émission est diffusée du lundi au vendredi à 17h25 à partir du 27 janvier 2025 et du lundi au samedi à la même heure à partir du 5 avril 2025 sur M6 et M6+, animée par Éric Antoine.[réf. nécessaire].
- Du 27 janvier 2025 au 28 mars 2025 : du lundi au vendredi à 17h25 pour 45 émissions.
- Depuis le 31 mars 2025 : du lundi au samedi à 17h25.

## Autres informations

### Jeu de société
- Le jeu télévisé a été adapté en jeu de société en 1987 par MB et en 2008 par TF1 Games en deux versions (classique et électronique). À chaque fin de partie, le finaliste reçoit la boîte de jeu officiel, soit la version salon ou celle de voyage (seulement si le candidat perd la finale).